# Masters of Chant
Masters of Chant is het tweede muziekalbum van Gregorian, maar het eerste muziekalbum waarbij moderne nummers vertaald zijn naar gregoriaanse muziek. De nummers kunnen echter niet tot de gregoriaanse muziek gerekend worden, vanwege de instrumentale begeleiding. Het album geeft echter wel een gregoriaanse sfeer.
Het album werd wereldwijd in 36 landen uitgebracht. Het werd goud in Australië, België, Finland, Duitsland, Hongarije, Nieuw-Zeeland, Noorwegen, Polen, Singapore en Zuid-Afrika en platina in de Filipijnen en Portugal.

## Nummers
1. "Brothers in Arms" (Mark Knopfler) – 5:09 (origineel van Dire Straits)
2. "Scarborough Fair" (traditional) – 4:06
3. "Tears in Heaven" (Eric Clapton, Will Jennings) – 4:43 (origineel van Eric Clapton)
4. "Still I'm Sad" (Jim McCarty, Paul Samwell-Smith) – 4:02 (origineel van The Yardbirds)
5. "When a man loves a woman" (Calvin Lewis, Andrew Wright) – 4:08 (origineel van Percy Sledge)
6. "Nothing Else Matters" (James Hetfield, Lars Ulrich) – 5:30 (origineel van Metallica)
7. "Fade to grey" (Billy Currie, Christopher Payne, Midge Ure) – 3:38 (origineel van Visage)
8. "Losing My Religion" (Bill Berry, Peter Buck, Mike Mills, Michael Stipe) – 5:01 (origineel van R.E.M.)
9. "Vienna" (Midge Ure, Chris Cross, Warren Cann, Billy Currie) – 4:22 (origineel van Ultravox)
10. "The Sound of Silence" (Paul Simon) – 3:35 (origineel van Simon & Garfunkel)
11. "Sebastian" (Steve Harley) – 3:05 (origineel van Steve Harley & Cockney Rebel)
12. "Don't Give Up" (met Sarah Brightman) (Peter Gabriel) – 5:22 (origineel van Peter Gabriel met Kate Bush)

### Bonusnummers heruitgave
Op 9 oktober 2000 werd het album opnieuw uitgebracht met de volgende twee bonusnummers:
1. "Save a Prayer" (Simon le Bon, Roger Taylor, Andy Taylor, John Taylor, Nick Rhodes) – 4:54 (origineel van Duran Duran)
2. "I Still Haven't Found What I'm Looking For" (radio edit) (U2) – 4:14 (origineel van U2)